# فرنسيسكو إليزوندو غاريدو
فرنسيسكو إليزوندو غاريدو هو سياسي مكسيكي، ولد في 17 يناير 1982 في ولاية فيراكروز في المكسيك. نشط حزبياً في Ecologist Green Party of Mexico ‏. وقد انتخب عضو مجلس النواب المكسيك ‏.